# Verdey
Ancienne commune française de la Marne, Verdey a été supprimée en 1966. Son territoire a été partagé entre trois communes limitrophes : Les Essarts-lès-Sézanne, Lachy et Mœurs, avec lesquelles Verdey forment désormais la commune de Mœurs-Verdey.

## Toponymie
Verdey est attesté sous les formes Verdi, Verdeium (vers 1252) ; Verdeyum, Verdy (1294) ; Verdé (1349) ; Verdey (1367) ; Verdé-lez-Sézanne (1392) ; Verdet (1493).

Du vieux français verdier, un nom désignant un intendant des forêts royales, sans doute un dérivé de l'adjectif verde (vert).

## Administration
| Période                                  | Période | Identité | Étiquette | Qualité |
| ---------------------------------------- | ------- | -------- | --------- | ------- |
| Les données manquantes sont à compléter. |         |          |           |         |
|                                          | 1878    | Hubert   |           |         |
| 1879                                     |         | Brouard  |           |         |

## Démographie
| 1906 | 1911 | 1921 | 1926 | 1931 | 1936 | 1946 | 1954 | 1962 |
| ---- | ---- | ---- | ---- | ---- | ---- | ---- | ---- | ---- |
| 103  | 109  | 98   | 107  | 104  | 98   | 82   | 78   | 59   |

## Monuments
- Église Saint-Quentin
- Lavoir du XIXe siècle